# 佐佐木禎子
佐佐木禎子（1943年1月7日—1955年10月25日）是日本廣島市遭原爆時的被爆者之一，在廣島和平紀念公園裏設有她的雕像原爆之子。除此之外，在美國西雅圖的和平公園亦有她的銅像。2004年7月25日，她的遺像登記在國立廣島追悼原爆死難者和平祈念館。

## 原爆中的被爆者
1945年8月6日，美國於廣島市投下原子彈，當時僅2歲的禎子位處距離原爆點只有1.7公里的家中。由於受原爆而引起充滿放射性的黑色的雨而間接被爆。在同一時間被爆的母親雖然馬上感到身體不適，但禎子並沒有不適，仍然健康成長。在1954年8月身體檢查時仍無異樣，但在11月左右頸部周圍開始長出硬疙瘩。1955年1月硬疙瘩開始令臉部像感染腮腺炎一樣腫脹起來。經醫院診斷後仍然不知成因，在2月到大型醫院診斷後，證實患上白血病而需入院，並被告知最多只能活1年。

## 摺紙鶴
1955年8月，從名古屋來探病的高中生中收到作為慰問品的紙鶴後，開始每天摺紙鶴。並不只是禎子，很多入院的病患者亦開始摺紙。因為她相信著只要用摺紙摺成千紙鶴的話就能恢復健康的民間傳說，所以不斷地摺鶴。在8月下旬時已摺了超過1000隻紙鶴，那時，她聽到同房的病者說「已經夠1000隻了」。在此之後，她開始用針去摺更小的紙鶴。在當時，由於摺紙是屬於貴價品，紙鶴都是由包裝藥物的玻璃紙等等來摺成的。禎子死後，禎子摺的紙鶴被分給參加葬禮的人，有人呼籲想放些甚麼進去，於是將紙鶴作為遺物。後來亦為紀念禎子和同樣在原爆中受害兒童而建成和平紀念碑，碑上的原爆之子雕像是以佐佐木禎子為形象的少女舉著一隻和平鶴，象徵祈求世界和平。

## 紙鶴的數量
禎子於生前，有說摺了1300隻以上（廣島和平紀念資料館公佈）的紙鶴，也有說是摺了1500隻以上（「Hiroshima Starship」公佈）。由於死者家屬並沒數過，所以並不清楚實際數目。另外，還有12隻摺成三角形而沒有摺完的紙鶴。而在後來的流傳當中，未足1000隻的說法被廣泛流傳，而關於摺出的數量多少也有很多種說法。如其中一種說法為644隻。